# Liste der Mitglieder des US-Repräsentantenhauses aus Connecticut

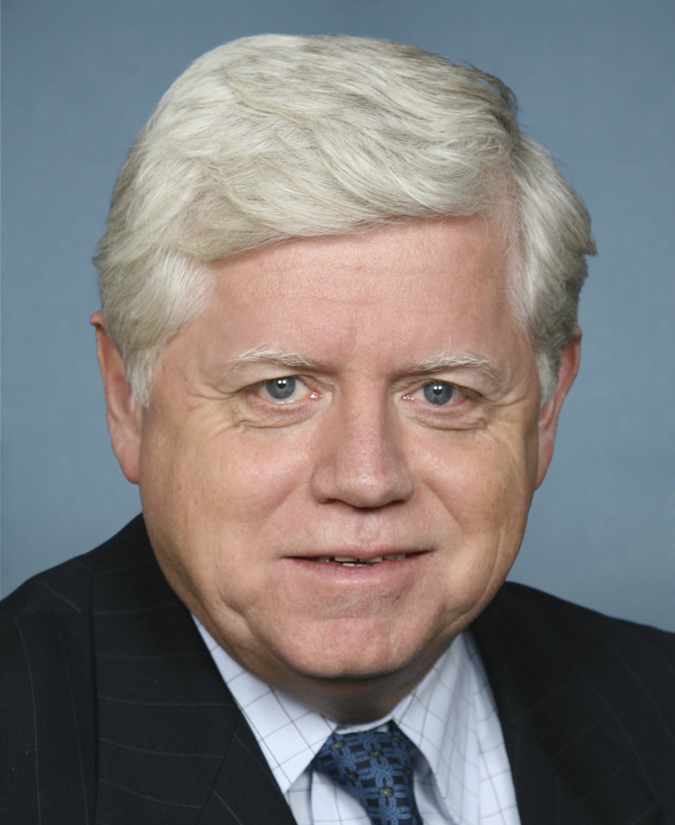
John Larson, derzeitiger Vertreter des ersten Kongresswahlbezirks von Connecticut

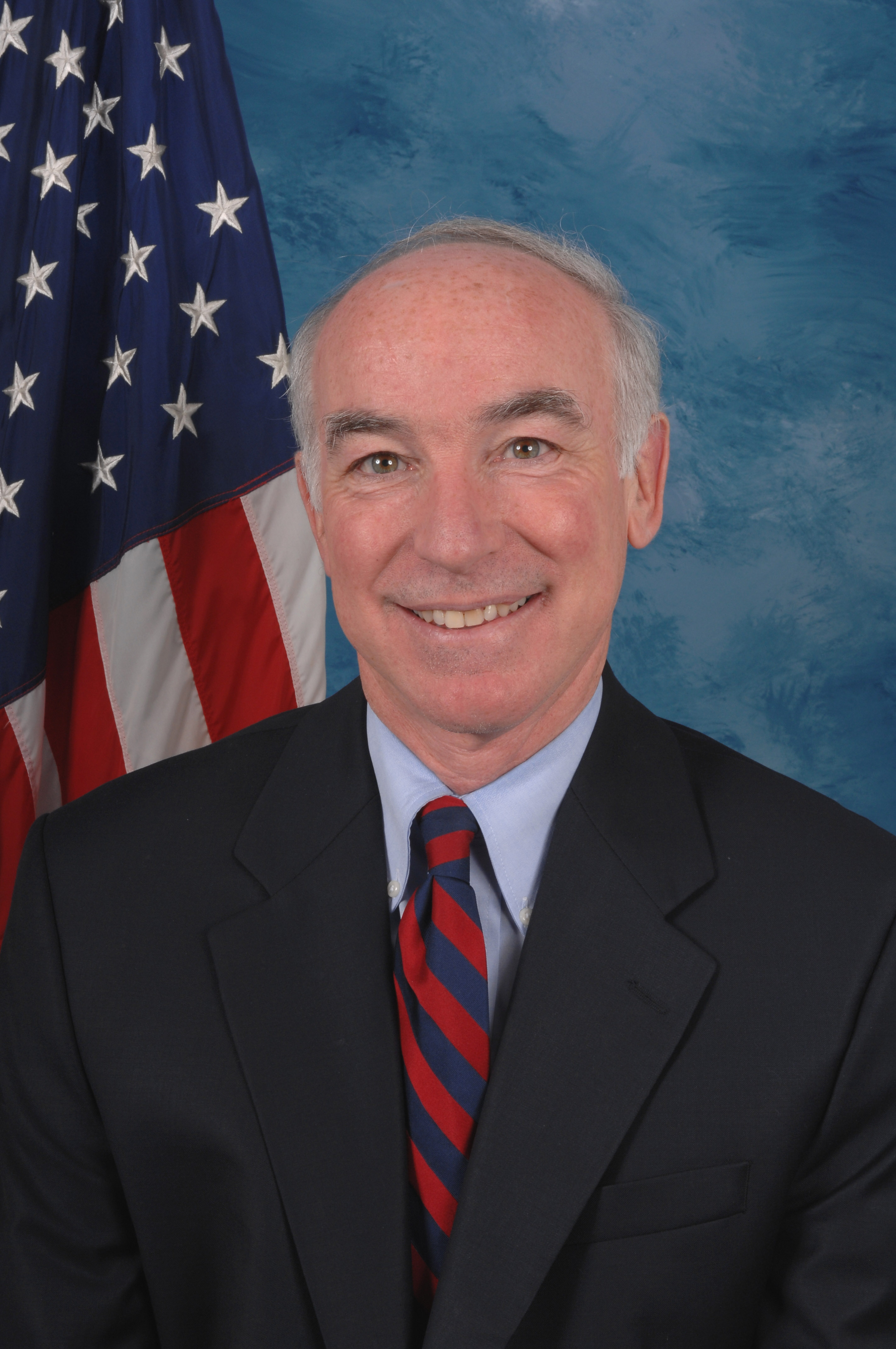
Joe Courtney, derzeitiger Vertreter des zweiten Kongresswahlbezirks von Connecticut

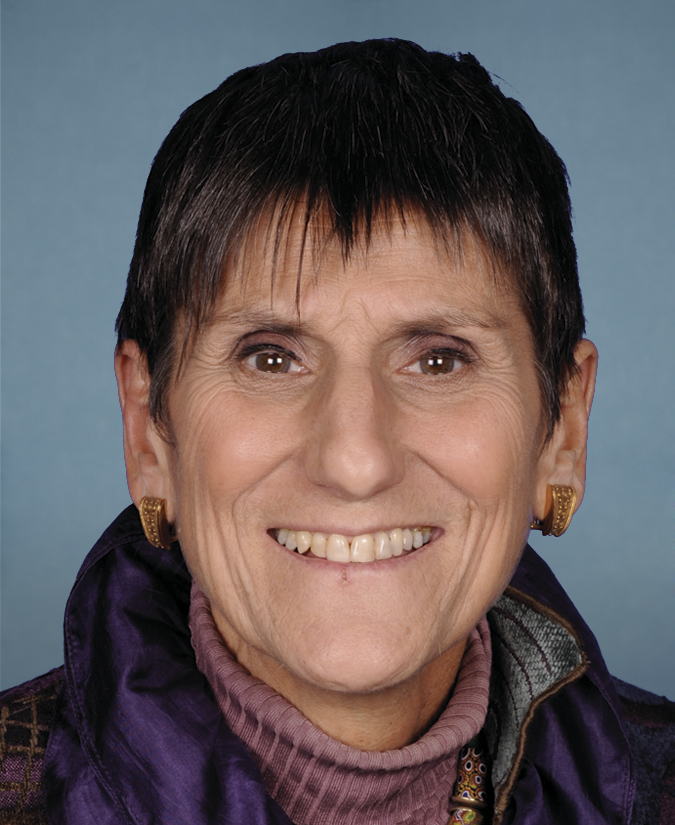
Rosa DeLauro, derzeitige Vertreterin des dritten Kongresswahlbezirks von Connecticut

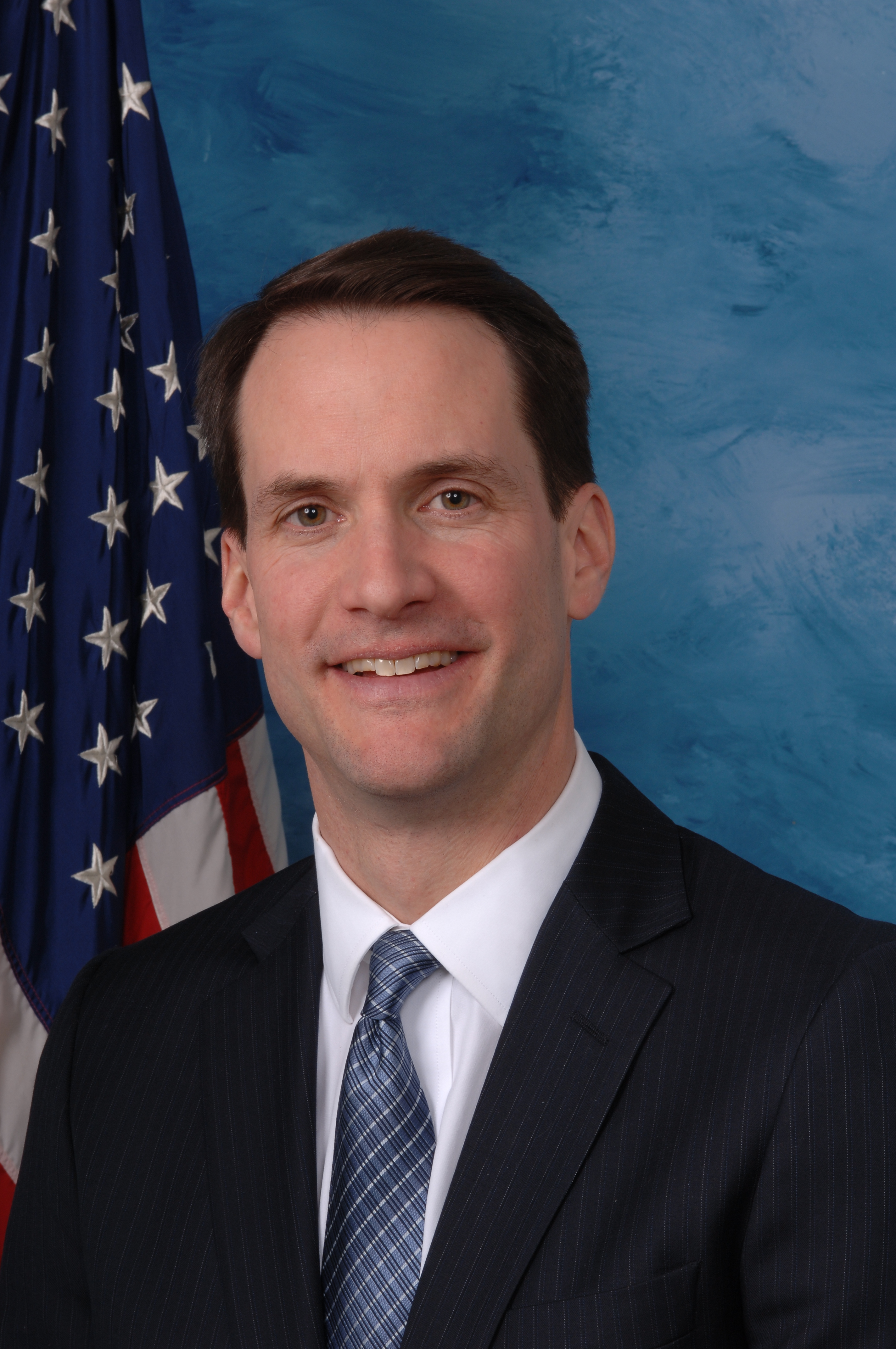
Jim Himes, derzeitiger Vertreter des vierten Kongresswahlbezirks von Connecticut

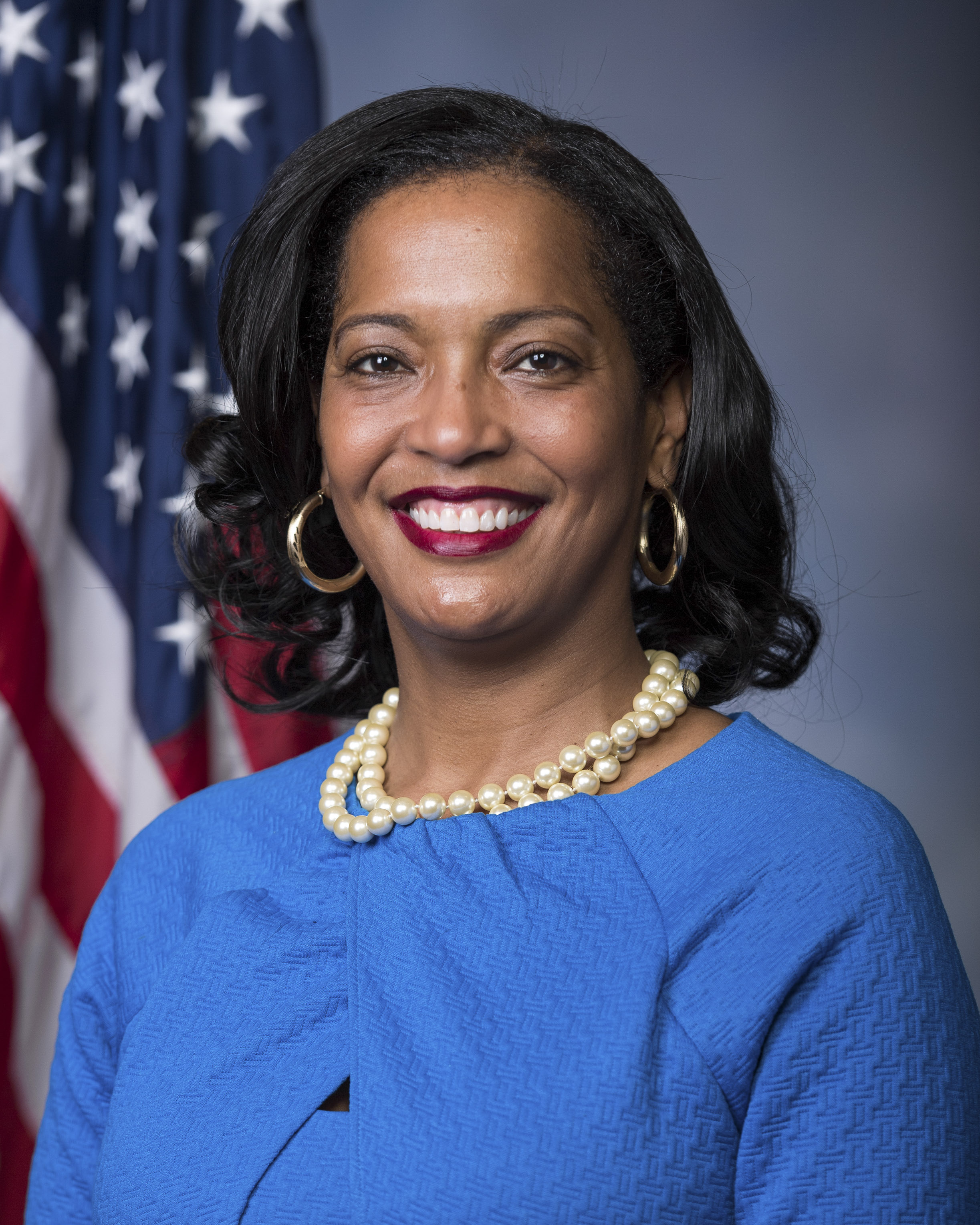
Jahana Hayes, derzeitige Vertreterin des fünften Kongresswahlbezirks von Connecticut

Diese Liste führt alle Politiker auf, die seit 1789 für Connecticut dem Repräsentantenhaus der Vereinigten Staaten angehört haben. Der Neuenglandstaat war dabei stets mindestens durch vier Abgeordnete in Washington vertreten. Die höchste Anzahl wurde in der Zeit von 1793 bis 1823 mit sieben Abgeordneten erreicht; momentan sind es fünf. Seit 1837 ist der Staat in Wahlbezirke aufgeteilt; zuvor wurde staatsweit („at large“) gewählt. Dieses Wahlverfahren fand dann noch einmal von 1903 bis 1911 für den fünften sowie von 1933 bis 1963 für den sechsten Sitz Anwendung.

## 1. Sitz (seit 1789)
| Name                       | Amtszeit                             | Partei                |
| -------------------------- | ------------------------------------ | --------------------- |
| Benjamin Huntington        | 4. März 1789 – 3. März 1791          | parteilos             |
| James Hillhouse            | 4. März 1791 – 5. Dezember 1796      | parteilos             |
| James Davenport            | 5. Dezember 1796 – 3. August 1797    | Föderalist            |
| vakant                     | 3. August 1797 – 13. November 1797   |                       |
| William Edmond             | 13. November 1797 – 3. März 1801     | Föderalist            |
| vakant                     | 4. März 1801 – 21. September 1801    |                       |
| Benjamin Tallmadge         | 21. September 1801 – 3. März 1817    | Föderalist            |
| Thomas Scott Williams      | 4. März 1817 – 3. März 1819          | Föderalist            |
| Gideon Tomlinson           | 4. März 1819 – 3. März 1827          | Democratic Republican |
| David Plant                | 4. März 1827 – 3. März 1829          | Nationalrepublikaner  |
| William Wolcott Ellsworth  | 4. März 1829 – 8. Juli 1834          | Nationalrepublikaner  |
| vakant                     | 8. Juli 1834 – 1. Dezember 1834      |                       |
| Joseph Trumbull            | 1. Dezember 1834 – 3. März 1835      | Whig                  |
| Isaac Toucey               | 4. März 1835 – 3. März 1839          | Demokrat              |
| Joseph Trumbull            | 4. März 1839 – 3. März 1843          | Whig                  |
| Thomas Hart Seymour        | 4. März 1843 – 3. März 1845          | Demokrat              |
| James Dixon                | 4. März 1845 – 3. März 1849          | Whig                  |
| Loren Pinckney Waldo       | 4. März 1849 – 3. März 1851          | Demokrat              |
| Charles Chapman            | 4. März 1851 – 3. März 1853          | Whig                  |
| James Timothy Pratt        | 4. März 1853 – 3. März 1855          | Demokrat              |
| Ezra Clark                 | 4. März 1855 – 3. März 1859          | American Party        |
| Dwight Loomis              | 4. März 1859 – 3. März 1863          | Republikaner          |
| Henry Champion Deming      | 4. März 1863 – 3. März 1867          | Republikaner          |
| Richard Dudley Hubbard     | 4. März 1867 – 3. März 1869          | Republikaner          |
| Julius Levi Strong         | 4. März 1869 – 7. September 1872     | Republikaner          |
| vakant                     | 7. September 1872 – 2. Dezember 1872 |                       |
| Joseph Roswell Hawley      | 2. Dezember 1872 – 3. März 1875      | Republikaner          |
| George Marcellus Landers   | 4. März 1875 – 3. März 1879          | Demokrat              |
| Joseph Roswell Hawley      | 4. März 1879 – 3. März 1881          | Republikaner          |
| John Ransom Buck           | 4. März 1881 – 3. März 1883          | Republikaner          |
| William Wallace Eaton      | 4. März 1883 – 3. März 1885          | Demokrat              |
| John Ransom Buck           | 4. März 1885 – 3. März 1887          | Republikaner          |
| Robert Johnstone Vance     | 4. März 1887 – 3. März 1889          | Demokrat              |
| William Edgar Simonds      | 4. März 1889 – 3. März 1891          | Republikaner          |
| Lewis Sperry               | 4. März 1891 – 3. März 1895          | Demokrat              |
| Edward Stevens Henry       | 4. März 1895 – 3. März 1913          | Republikaner          |
| Augustine Lonergan         | 4. März 1913 – 3. März 1915          | Demokrat              |
| Peter Davis Oakey          | 4. März 1915 – 3. März 1917          | Republikaner          |
| Augustine Lonergan         | 4. März 1917 – 3. März 1921          | Demokrat              |
| Edward Hart Fenn           | 4. März 1921 – 3. März 1931          | Republikaner          |
| Augustine Lonergan         | 4. März 1931 – 3. März 1933          | Demokrat              |
| Herman Paul Kopplemann     | 4. März 1933 – 3. Januar 1939        | Demokrat              |
| William Jennings Miller    | 3. Januar 1939 – 3. Januar 1941      | Republikaner          |
| Herman Paul Kopplemann     | 3. Januar 1941 – 3. Januar 1943      | Demokrat              |
| William Jennings Miller    | 3. Januar 1943 – 3. Januar 1945      | Republikaner          |
| Herman Paul Kopplemann     | 3. Januar 1945 – 3. Januar 1947      | Demokrat              |
| William Jennings Miller    | 3. Januar 1947 – 3. Januar 1949      | Republikaner          |
| Abraham Alexander Ribicoff | 3. Januar 1949 – 3. Januar 1953      | Demokrat              |
| Thomas Joseph Dodd         | 3. Januar 1953 – 3. Januar 1957      | Demokrat              |
| Edwin Hyland May           | 3. Januar 1957 – 3. Januar 1959      | Republikaner          |
| Emilio Quincy Daddario     | 3. Januar 1959 – 3. Januar 1971      | Demokrat              |
| William Ross Cotter        | 3. Januar 1971 – 8. September 1981   | Demokrat              |
| vakant                     | 8. September 1981 – 12. Januar 1982  |                       |
| Barbara Bailey Kennelly    | 12. Januar 1982 – 3. Januar 1999     | Demokrat              |
| John Barry Larson          | seit 3. Januar 1999                  | Demokrat              |

## 2. Sitz (seit 1789)
| Name                         | Amtszeit                           | Partei                |
| ---------------------------- | ---------------------------------- | --------------------- |
| Roger Sherman                | 4. März 1789 – 4. März 1791        | parteilos             |
| Amasa Learned                | 4. März 1791 – 3. März 1795        | parteilos             |
| Chauncey Goodrich            | 4. März 1795 – 3. März 1801        | Föderalist            |
| Elias Perkins                | 4. März 1801 – 3. März 1803        | Föderalist            |
| Simeon Baldwin               | 4. März 1803 – 3. März 1805        | Föderalist            |
| Jonathan Ogden Moseley       | 4. März 1805 – 3. März 1821        | Föderalist            |
| Ansel Sterling               | 4. März 1821 – 3. März 1825        | Democratic Republican |
| John Baldwin                 | 4. März 1825 – 3. März 1829        | Nationalrepublikaner  |
| Jabez Williams Huntington    | 4. März 1829 – 16. August 1834     | Nationalrepublikaner  |
| vakant                       | 16. August 1834 – 1. Dezember 1834 |                       |
| Phineas Miner                | 1. Dezember 1834 – 3. März 1835    | Nationalrepublikaner  |
| Samuel Ingham                | 4. März 1835 – 3. März 1839        | Demokrat              |
| William Lucius Storrs        | 4. März 1839 – Juni 1840           | Whig                  |
| vakant                       | Juni 1840 – 7. Dezember 1840       |                       |
| William Whiting Boardman     | 7. Dezember 1840 – 3. März 1843    | Whig                  |
| John Stewart                 | 4. März 1843 – 3. März 1845        | Demokrat              |
| Samuel Dickinson Hubbard     | 4. März 1845 – 3. März 1849        | Whig                  |
| Walter Booth                 | 4. März 1849 – 3. März 1851        | Free Soil Party       |
| Colin Macrae Ingersoll       | 4. März 1851 – 3. März 1855        | Demokrat              |
| John Woodruff                | 4. März 1855 – 3. März 1857        | American Party        |
| Samuel Arnold                | 4. März 1857 – 3. März 1859        | Demokrat              |
| John Woodruff                | 4. März 1859 – 3. März 1861        | Republikaner          |
| James Edward English         | 4. März 1861 – 3. März 1865        | Demokrat              |
| Samuel Larkin Warner         | 4. März 1865 – 3. März 1867        | Republikaner          |
| Julius Hotchkiss             | 4. März 1867 – 3. März 1869        | Demokrat              |
| Stephen Wright Kellogg       | 4. März 1869 – 3. März 1875        | Republikaner          |
| James Phelps                 | 4. März 1875 – 3. März 1883        | Demokrat              |
| Charles Le Moyne Mitchell    | 4. März 1883 – 3. März 1887        | Demokrat              |
| Carlos French                | 4. März 1887 – 3. März 1889        | Demokrat              |
| Washington Frederick Willcox | 4. März 1889 – 3. März 1893        | Demokrat              |
| James Protus Pigott          | 4. März 1893 – 3. März 1895        | Demokrat              |
| Nehemiah Day Sperry          | 4. März 1895 – 3. März 1911        | Republikaner          |
| Thomas Lawrence Reilly       | 4. März 1911 – 3. März 1913        | Demokrat              |
| Bryan Francis Mahan          | 4. März 1913 – 3. März 1915        | Demokrat              |
| Richard Patrick Freeman      | 4. März 1915 – 3. März 1933        | Republikaner          |
| William Lincoln Higgins      | 4. März 1933 – 3. Januar 1937      | Republikaner          |
| William Joseph Fitzgerald    | 3. Januar 1937 – 3. Januar 1939    | Demokrat              |
| Thomas Raymond Ball          | 3. Januar 1939 – 3. Januar 1941    | Republikaner          |
| William Joseph Fitzgerald    | 3. Januar 1941 – 3. Januar 1943    | Demokrat              |
| John Dacher McWilliams       | 3. Januar 1943 – 3. Januar 1945    | Republikaner          |
| Chase Going Woodhouse        | 3. Januar 1945 – 3. Januar 1947    | Demokrat              |
| Horace Seely-Brown           | 3. Januar 1947 – 3. Januar 1949    | Republikaner          |
| Chase Going Woodhouse        | 3. Januar 1949 – 3. Januar 1951    | Demokrat              |
| Horace Seely-Brown           | 3. Januar 1951 – 3. Januar 1959    | Republikaner          |
| Chester Bliss Bowles         | 3. Januar 1959 – 3. Januar 1961    | Demokrat              |
| Horace Seely-Brown           | 3. Januar 1961 – 3. Januar 1963    | Republikaner          |
| William Leon St. Onge        | 3. Januar 1963 – 1. Mai 1970       | Demokrat              |
| vakant                       | 1. Mai 1970 – 3. November 1970     |                       |
| Robert Hampton Steele        | 3. November 1970 – 3. Januar 1975  | Republikaner          |
| Christopher John Dodd        | 3. Januar 1975 – 3. Januar 1981    | Demokrat              |
| Samuel Gejdenson             | 3. Januar 1981 – 3. Januar 2001    | Demokrat              |
| Robert Ruhl Simmons          | 3. Januar 2001 – 3. Januar 2007    | Republikaner          |
| Joseph Darren Courtney       | seit 3. Januar 2007                | Demokrat              |

## 3. Sitz (seit 1789)
| Name                      | Amtszeit                             | Partei                |
| ------------------------- | ------------------------------------ | --------------------- |
| Jonathan Sturges          | 4. März 1789 – 4. März 1793          | parteilos             |
| Joshua Coit               | 4. März 1793 – 5. September 1798     | Föderalist            |
| vakant                    | 5. September 1798 – 3. Dezember 1798 |                       |
| Jonathan Brace            | 3. Dezember 1798 – Mai 1800          | Föderalist            |
| vakant                    | Mai 1800 – 17. November 1800         |                       |
| John Cotton Smith         | 17. November 1800 – August 1806      | Föderalist            |
| vakant                    | August 1806 – 1. Dezember 1806       |                       |
| Theodore Dwight           | 1. Dezember 1806 – 3. März 1807      | Föderalist            |
| Epaphroditus Champion     | 4. März 1807 – 3. März 1817          | Föderalist            |
| Uriel Holmes              | 4. März 1817 – 1818                  | Föderalist            |
| vakant                    | 1818 – 16. November 1818             |                       |
| Sylvester Gilbert         | 16. November 1818 – 3. März 1819     | Democratic Republican |
| Samuel Augustus Foot      | 4. März 1819 – 3. März 1821          | Föderalist            |
| Daniel Burrows            | 4. März 1821 – 3. März 1823          | Democratic Republican |
| Samuel Augustus Foot      | 4. März 1823 – 3. März 1825          | Föderalist            |
| Ralph Isaacs Ingersoll    | 4. März 1825 – 3. März 1833          | Democratic Republican |
| Samuel Augustus Foot      | 4. März 1833 – 9. Mai 1834           | Democratic Republican |
| vakant                    | 9. Mai 1834 – 1. Dezember 1834       |                       |
| Ebenezer Jackson Jr.      | 1. Dezember 1834 – 3. März 1835      | Democratic Republican |
| Elisha Haley              | 4. März 1835 – 3. März 1839          | Demokrat              |
| Thomas Wheeler Williams   | 4. März 1839 – 3. März 1843          | Whig                  |
| George Smith Catlin       | 4. März 1843 – 3. März 1845          | Demokrat              |
| John Arnold Rockwell      | 4. März 1845 – 3. März 1849          | Whig                  |
| Chauncey Fitch Cleveland  | 4. März 1849 – 3. März 1853          | Demokrat              |
| Nathan Belcher            | 4. März 1853 – 3. März 1855          | Demokrat              |
| Sidney Dean               | 4. März 1855 – 3. März 1859          | American Party        |
| Alfred Avery Burnham      | 4. März 1859 – 3. März 1863          | Republikaner          |
| Augustus Brandegee        | 4. März 1863 – 3. März 1867          | Republikaner          |
| Henry Howard Starkweather | 4. März 1867 – 28. Januar 1876       | Republikaner          |
| vakant                    | 28. Januar 1876 – 12. April 1876     |                       |
| John Turner Wait          | 12. April 1876 – 3. März 1887        | Republikaner          |
| Charles Addison Russell   | 4. März 1887 – 23. Oktober 1902      | Republikaner          |
| vakant                    | 23. Oktober 1902 – 4. November 1902  |                       |
| Frank Bosworth Brandegee  | 4. November 1902 – 10. Mai 1905      | Republikaner          |
| vakant                    | 10. Mai 1905 – 2. Oktober 1905       |                       |
| Edwin Werter Higgins      | 2. Oktober 1905 – 3. März 1913       | Republikaner          |
| Thomas Lawrence Reilly    | 4. März 1913 – 3. März 1915          | Demokrat              |
| John Quillin Tilson       | 4. März 1915 – 3. Dezember 1932      | Republikaner          |
| vakant                    | 3. Dezember 1932 – 3. März 1933      |                       |
| Francis Thomas Maloney    | 4. März 1933 – 3. Januar 1935        | Demokrat              |
| James Andrew Shanley      | 3. Januar 1935 – 3. Januar 1943      | Demokrat              |
| Ranulf Compton            | 3. Januar 1943 – 3. Januar 1945      | Republikaner          |
| James Patrick Geelan      | 3. Januar 1945 – 3. Januar 1947      | Demokrat              |
| Ellsworth Bishop Foote    | 3. Januar 1947 – 3. Januar 1949      | Republikaner          |
| John Andrew McGuire       | 3. Januar 1949 – 3. Januar 1953      | Demokrat              |
| Albert William Cretella   | 3. Januar 1953 – 3. Januar 1959      | Republikaner          |
| Robert Nicholas Giaimo    | 3. Januar 1959 – 3. Januar 1981      | Demokrat              |
| Lawrence Joseph DeNardis  | 3. Januar 1981 – 3. Januar 1983      | Republikaner          |
| Bruce Andrew Morrison     | 3. Januar 1983 – 3. Januar 1991      | Demokrat              |
| Rosa Lucia DeLauro        | seit 3. Januar 1991                  | Demokrat              |

## 4. Sitz (seit 1789)
| Name                      | Amtszeit                              | Partei                |
| ------------------------- | ------------------------------------- | --------------------- |
| Jonathan Trumbull Jr.     | 4. März 1789 – 3. März 1795           | parteilos             |
| vakant                    | 4. März 1795 – 13. April 1795         |                       |
| Roger Griswold            | 13. April 1795 – September 1805       | Föderalist            |
| vakant                    | September 1805 – 16. September 1805   |                       |
| Timothy Pitkin            | 16. September 1805 – 3. März 1819     | Föderalist            |
| John Russ                 | 4. März 1819 – 3. März 1823           | Democratic Republican |
| Lemuel Whitman            | 4. März 1823 – 3. März 1825           | Democratic Republican |
| Orange Merwin             | 4. März 1825 – 3. März 1829           | Nationalrepublikaner  |
| Ebenezer Young            | 4. März 1829 – 3. März 1835           | Nationalrepublikaner  |
| Zalmon Wildman            | 4. März 1835 – 10. Dezember 1835      | Demokrat              |
| vakant                    | 10. Dezember 1835 – 29. April 1836    |                       |
| Thomas Tucker Whittlesey  | 29. April 1836 – 3. März 1839         | Demokrat              |
| Thomas Burr Osborne       | 4. März 1839 – 3. März 1843           | Whig                  |
| Samuel Simons             | 4. März 1843 – 3. März 1845           | Demokrat              |
| Truman Smith              | 4. März 1845 – 3. März 1849           | Whig                  |
| Thomas Belden Butler      | 4. März 1849 – 3. März 1851           | Whig                  |
| Origen Storrs Seymour     | 4. März 1851 – 3. März 1855           | Demokrat              |
| William Wickham Welch     | 4. März 1855 – 3. März 1857           | American Party        |
| William Darius Bishop     | 4. März 1857 – 3. März 1859           | Demokrat              |
| Orris Sanford Ferry       | 4. März 1859 – 3. März 1861           | Republikaner          |
| George Catlin Woodruff    | 4. März 1861 – 3. März 1863           | Demokrat              |
| John Henry Hubbard        | 4. März 1863 – 3. März 1867           | Republikaner          |
| William Henry Barnum      | 4. März 1867 – 18. Mai 1876           | Demokrat              |
| vakant                    | 18. Mai 1876 – 4. Dezember 1876       |                       |
| Levi Warner               | 4. Dezember 1876 – 3. März 1879       | Demokrat              |
| Frederick Miles           | 4. März 1879 – 3. März 1883           | Republikaner          |
| Edward Woodruff Seymour   | 4. März 1883 – 3. März 1887           | Demokrat              |
| Miles Tobey Granger       | 4. März 1887 – 3. März 1889           | Demokrat              |
| Frederick Miles           | 4. März 1889 – 3. März 1891           | Republikaner          |
| Robert Elliott De Forest  | 4. März 1891 – 3. März 1895           | Demokrat              |
| Ebenezer J. Hill          | 4. März 1895 – 3. März 1913           | Republikaner          |
| Jeremiah Donovan          | 4. März 1913 – 3. März 1915           | Demokrat              |
| Ebenezer J. Hill          | 4. März 1915 – 27. September 1917     | Republikaner          |
| vakant                    | 27. September 1917 – 6. November 1917 |                       |
| Schuyler Merritt          | 6. November 1917 – 3. März 1931       | Republikaner          |
| William Laurence Tierney  | 4. März 1931 – 3. März 1933           | Demokrat              |
| Schuyler Merritt          | 4. März 1933 – 3. Januar 1937         | Republikaner          |
| Alfred Noroton Phillips   | 3. Januar 1937 – 3. Januar 1939       | Demokrat              |
| Albert Elmer Austin       | 3. Januar 1939 – 3. Januar 1941       | Republikaner          |
| Le Roy Donnelly Downs     | 3. Januar 1941 – 3. Januar 1943       | Demokrat              |
| Clare Boothe Luce         | 3. Januar 1943 – 3. Januar 1947       | Republikaner          |
| John Davis Lodge          | 3. Januar 1947 – 3. Januar 1951       | Republikaner          |
| Albert Paul Morano        | 3. Januar 1951 – 3. Januar 1959       | Republikaner          |
| Donald Jay Irwin          | 3. Januar 1959 – 3. Januar 1961       | Demokrat              |
| Abner Woodruff Sibal      | 3. Januar 1961 – 3. Januar 1965       | Republikaner          |
| Donald Jay Irwin          | 3. Januar 1965 – 3. Januar 1969       | Demokrat              |
| Lowell Palmer Weicker Jr. | 3. Januar 1969 – 3. Januar 1971       | Republikaner          |
| Stewart Brett McKinney    | 3. Januar 1971 – 7. Mai 1987          | Republikaner          |
| vakant                    | 7. Mai 1987 – 18. August 1987         |                       |
| Christopher Hunter Shays  | 18. August 1987 – 3. Januar 2009      | Republikaner          |
| James Andrew Himes        | seit 3. Januar 2009                   | Demokrat              |

## 5. Sitz (1789–1843/seit 1903)
| Name                                                    | Amtszeit                           | Partei                |
| ------------------------------------------------------- | ---------------------------------- | --------------------- |
| Jeremiah Wadsworth                                      | 4. März 1789 – 4. März 1795        | parteilos             |
| Nathaniel Smith                                         | 4. März 1795 – 3. März 1799        | Föderalist            |
| Elizur Goodrich                                         | 4. März 1799 – 3. März 1801        | Föderalist            |
| vakant                                                  | 4. März 1801 – 14. Mai 1801        |                       |
| Calvin Goddard                                          | 14. Mai 1801 – September 1805      | Föderalist            |
| Lewis Burr Sturges                                      | 16. September 1805 – 3. März 1817  | Föderalist            |
| Samuel Burr Sherwood                                    | 4. März 1817 – 3. März 1819        | Föderalist            |
| James Stevens                                           | 4. März 1819 – 3. März 1821        | Democratic Republican |
| Noyes Barber                                            | 4. März 1821 – 3. März 1835        | Nationalrepublikaner  |
| Lancelot Phelps                                         | 4. März 1835 – 3. März 1839        | Demokrat              |
| Truman Smith                                            | 4. März 1839 – 3. März 1843        | Whig                  |
| Distrikt nach dem United States Census 1840 abgeschafft | 3. März 1843                       |                       |
| Distrikt nach dem United States Census 1900 erschaffen  | 4. März 1903                       |                       |
| George Leavens Lilley                                   | 4. März 1903 – 5. Januar 1909      | Republikaner          |
| vakant                                                  | 5. Januar 1909 – 3. März 1909      |                       |
| John Quillin Tilson                                     | 4. März 1909 – 3. März 1913        | Republikaner          |
| William Kennedy                                         | 4. März 1913 – 3. März 1915        | Demokrat              |
| James Peter Glynn                                       | 4. März 1915 – 3. März 1923        | Republikaner          |
| Patrick Brett O’Sullivan                                | 4. März 1923 – 3. März 1925        | Demokrat              |
| James Peter Glynn                                       | 4. März 1925 – 6. März 1930        | Republikaner          |
| vakant                                                  | 6. März 1930 – 4. November 1930    |                       |
| Edward Wheeler Goss                                     | 4. November 1930 – 3. Januar 1935  | Republikaner          |
| John Joseph Smith                                       | 3. Januar 1935 – 4. November 1941  | Demokrat              |
| vakant                                                  | 4. November 1941 – 20. Januar 1942 |                       |
| Joseph Edward Talbot                                    | 20. Januar 1942 – 3. Januar 1947   | Republikaner          |
| James Thomas Patterson                                  | 3. Januar 1947 – 3. Januar 1959    | Republikaner          |
| John Stephen Monagan                                    | 3. Januar 1959 – 3. Januar 1973    | Demokrat              |
| Ronald Arthur Sarasin                                   | 3. Januar 1973 – 3. Januar 1979    | Republikaner          |
| William Richard Ratchford                               | 3. Januar 1979 – 3. Januar 1985    | Demokrat              |
| John Grosvenor Rowland                                  | 3. Januar 1985 – 3. Januar 1991    | Republikaner          |
| Gary A. Franks                                          | 3. Januar 1991 – 3. Januar 1997    | Republikaner          |
| James H. Maloney                                        | 3. Januar 1997 – 3. Januar 2003    | Demokrat              |
| Nancy Lee Johnson                                       | 3. Januar 2003 – 3. Januar 2007    | Republikaner          |
| Christopher Scott Murphy                                | 3. Januar 2007 – 3. Januar 2013    | Demokrat              |
| Elizabeth Henderson Esty                                | 3. Januar 2013 – 3. Januar 2019    | Demokrat              |
| Jahana Flemming Hayes                                   | seit 3. Januar 2019                | Demokrat              |

## 6. Sitz (1793–1843/1933–2003)
| Name                                                    | Amtszeit                        | Partei                |
| ------------------------------------------------------- | ------------------------------- | --------------------- |
| Zephaniah Swift                                         | 4. März 1793 – 3. März 1797     | Föderalist            |
| John Allen                                              | 4. März 1797 – 3. März 1799     | Föderalist            |
| John Davenport                                          | 4. März 1799 – 3. März 1817     | Föderalist            |
| Nathaniel Terry                                         | 4. März 1817 – 3. März 1819     | Föderalist            |
| Elisha Phelps                                           | 4. März 1819 – 3. März 1821     | Democratic Republican |
| Ebenezer Stoddard                                       | 4. März 1821 – 3. März 1825     | Democratic Republican |
| Elisha Phelps                                           | 4. März 1825 – 3. März 1829     | Nationalrepublikaner  |
| William Lucius Storrs                                   | 4. März 1829 – 3. März 1833     | Nationalrepublikaner  |
| Samuel Tweedy                                           | 4. März 1833 – 3. März 1835     | Nationalrepublikaner  |
| Andrew Thompson Judson                                  | 4. März 1835 – 4. Juli 1836     | Demokrat              |
| vakant                                                  | 4. Juli 1836 – 5. Dezember 1836 |                       |
| Orrin Holt                                              | 5. Dezember 1836 – 3. März 1839 | Demokrat              |
| John Hall Brockway                                      | 4. März 1839 – 3. März 1843     | Whig                  |
| Distrikt nach dem United States Census 1840 abgeschafft | 3. März 1843                    |                       |
| Distrikt nach dem United States Census 1930 erschaffen  | 4. März 1933                    |                       |
| Charles Montague Bakewell                               | 4. März 1933 – 3. Januar 1935   | Republikaner          |
| William Michael Citron                                  | 3. Januar 1935 – 3. Januar 1939 | Demokrat              |
| Boleslaus Joseph Monkiewicz                             | 3. Januar 1939 – 3. Januar 1941 | Republikaner          |
| Lucien John Maciora                                     | 3. Januar 1941 – 3. Januar 1943 | Demokrat              |
| Boleslaus Joseph Monkiewicz                             | 3. Januar 1943 – 3. Januar 1945 | Republikaner          |
| Joseph Francis Ryter                                    | 3. Januar 1945 – 3. Januar 1947 | Demokrat              |
| Antoni Nicholas Sadlak                                  | 3. Januar 1947 – 3. Januar 1959 | Republikaner          |
| Frank Kowalski                                          | 3. Januar 1959 – 3. Januar 1963 | Demokrat              |
| Bernard Francis Grabowski                               | 3. Januar 1963 – 3. Januar 1967 | Demokrat              |
| Thomas Joseph Meskill                                   | 3. Januar 1967 – 3. Januar 1971 | Republikaner          |
| Ella Tambussi Grasso                                    | 3. Januar 1971 – 3. Januar 1975 | Demokrat              |
| Anthony John Moffett                                    | 3. Januar 1975 – 3. Januar 1983 | Demokrat              |
| Nancy Lee Johnson                                       | 3. Januar 1983 – 3. Januar 2003 | Republikaner          |
| Distrikt nach dem United States Census 2000 abgeschafft | 3. Januar 2003                  |                       |

## 7. Sitz (1793–1823)
| Name                                                    | Amtszeit                          | Partei                |
| ------------------------------------------------------- | --------------------------------- | --------------------- |
| Uriah Tracy                                             | 8. April 1793 – 13. Oktober 1796  | Föderalist            |
| vakant                                                  | 13. Oktober 1796 – 3. Januar 1797 |                       |
| Samuel Wittlesey Dana                                   | 3. Januar 1797 – 10. Mai 1810     | Föderalist            |
| vakant                                                  | 10. Mai 1810 – 11. Oktober 1810   |                       |
| Ebenezer Huntington                                     | 11. Oktober 1810 – 3. März 1811   | Föderalist            |
| Lyman Law                                               | 4. März 1811 – 3. März 1817       | Föderalist            |
| Ebenezer Huntington                                     | 4. März 1817 – 3. März 1819       | Föderalist            |
| Henry Waggaman Edwards                                  | 4. März 1819 – 3. März 1823       | Democratic Republican |
| Distrikt nach dem United States Census 1820 abgeschafft | 4. März 1823                      |                       |